# Your Time Is Gonna Come
«Your Time Is Gonna Come» es una canción de la banda inglesa Led Zeppelin la cual corresponde a la canción número 5 de su primer álbum, Led Zeppelin I.
En esta canción, el guitarrista Jimmy Page toca una Fender con sonido limpio, mientras que el bajista John Paul Jones toca un órgano, usando con el un pedal para simular el sonido de un bajo.
La única representación de esta canción en vivo se produjo en Tokio el 24 de septiembre de 1971, fue interpretada como un pequeño intermedio de la canción "Whole Lotta Love". La grabación de este concierto existe, con el nombre de "Light And Shade".